# Кармајн Апис
Кармајн Апис (енгл. Carmine Appice, IPA: //) (15. децембар 1946) амерички је рок бубњар италијанског порекла. Старији је брат Винија Аписа, такође професионалног бубњара. Познат је по сарадњи са групама Ванила фаџ, Кактус и Бек, Богерт и Апис.